# Poezja ulotna
Poezja ulotna – utwory poetyckie popularyzowane w obiegu nieoficjalnym, często anonimowo, w postaci ulotek, druczków, pisemek, będące reakcją na aktualne wydarzenia polityczne w kraju (np. Z. Herberta Bezradność (1996) o podejrzeniu osoby publicznej o działanie na rzecz obcego mocarstwa), dla celów doraźnych, pozaliterackich. 
Poezja ulotna pełni funkcję komentującą, oceniającą zdarzenia i osoby; w literaturze polskiej pojawiła się podczas obrad Sejmu Czteroletniego (XVIII w.); podczas stanu wojennego (lata 80. XX wieku) ukazywała się w drugim obiegu.